# 莎瓦·阿迦汗王妃
莎瓦·阿迦汗王妃（英語：Princess Salwa Aga Khan；1988年8月5日—），美國知名模特兒，擁有身高178cm的高挑身材。婚前姓名為卡德拉·斯皮爾斯（Kendra Spears）。她曾是高級時裝品牌：Prada、Calvin Klein、Giorgio Armani的代言人、上過Vogue China及Numéro Tokyo等雜誌封面或內頁，也有參與Chanel、Yves Saint Laurent、Gucci等著名時裝及奢侈品的時裝展。阿迦汗王妃現在在Models.com的Top 50 Women中排38名。
2013年8月31日，她和阿迦汗三世的曾孫子及阿迦汗家族的繼承人拉希姆·阿迦汗王子在瑞士日內瓦舉行婚禮。她也得到了一個新的伊斯蘭名字：莎瓦·阿迦汗。2015年4月11日，莎瓦·阿迦汗王妃在日內瓦誕下一名兒子，取名伊凡（Irfan）。